# Hideko no shashō-san
Hideko no shashō-san (秀子の車掌さん, lit. "Hideko, a condutora") é um filme de comédia dramática japonês de 1941 escrito e dirigido por Mikio Naruse. É baseado na novela serializada Okoma-san do escritor Masuji Ibuse, além de ser a primeira colaboração de Naruse com a estrela Hideko Takamine.

## Sinopse
Okoma, uma jovem que trabalha como cobradora na empresa de ônibus Kohoku em Kofu, Yamanashi, fica cada vez mais preocupada com o número cada vez menor de passageiros, que preferem os ônibus mais caros, porém mais limpos e rápidos, da Kaihatsu, a empresa concorrente. Após ouvir um programa de rádio sobre guias de ônibus, ela tem a ideia de entreter seus futuros passageiros com informações sobre os pontos turísticos locais durante o trajeto do ônibus. Depois de convencer Sonoda, um motorista, e o chefe da empresa de sua ideia, ela consegue que Ikawa, um escritor de passagem pela cidade, escreva um roteiro para ela. Ikawa recusa qualquer forma de pagamento porque Okoma encontrou e devolveu seu caderno perdido, estando enormemente grato. Durante seu treino, Okoma se machuca e o ônibus fica levemente danificado em um acidente. O chefe da empresa tenta convencer Sonoda a dar um falso testemunho sobre as circunstâncias do acidente para receber o dinheiro do seguro, mas Sonoda, após consultar Ikawa, finalmente rejeita o esquema. Irritado com a o fracasso de seu plano por causa de Ikawa, o chefe da empresa ordena que o ônibus seja limpo. Depois de se despedirem de Ikawa, Okoma e Sonoda fazem seu primeiro passeio guiado de ônibus, sem saber que o patrão vendeu o ônibus e está fechando a empresa.

## Elenco
- Hideko Takamine como Okoma
- Kamatari Fujiwara (creditado Keita Fujiwara) como Sonoda
- Daijiro Natsukawa como Ikawa
- Tamae Kiyokawa como senhoria
- Yotaro Katsumi como chefe da empresa
- Tsuruko Mano como mãe de Okama

## Temas
Hideko Takamine, no papel principal de Okoma, já era uma estrela de cinema famosa por seus papéis de atriz infantil. O título do filme é em referência ao nome de Takamine e não ao da personagem da novela, já que ela não possui um. Além disso, Naruse suavizou o final do filme baseado na história de Ibuse. Este foi o primeiro filme que Naruse fez com Takamine, contando com mais dezesseis projetos entre os anos de 1945 a 1966.
A biógrafa de Naruse, Catherine Russell, descreveu este filme como "um filme notável sobre uma jovem "se assumindo" como um sujeito profissional, articulado e falante."

## Legado
Hideko no shashō-san foi exibido no Museu de Arte Moderna em 1985 como parte de sua retrospectiva sobre as obras de Mikio Naruse, organizada pelo Kawakita Memorial Film Institute e o estudioso de cinema Audie Bock.